# Petit Manan National Wildlife Refuge

Les Îles Petit Manan sont un groupe de 49 îles s’étendant sur tout le littoral de l'État du Maine des comtés de Washington et Hancock. Elles sont administrativement rattachées à la ville de Steuben (Maine).

## Description
La taille des îles varie énormément entre elles et forment un habitat forestier et herbager qui constitue une zone de nidification pour une variété d’oiseaux marins. Huit des îles sont principalement boisées avec des peuplements matures de sapin baumier et d'épinette rouge. Six de ces îles abritent actuellement des nids de pygargue à tête blanche.

## National Wildlife Refuge
L'essentiel des îles forme le Petit Manan Wildlife Refuge . Le personnel du refuge surveille les ressources des îles et mène des enquêtes biologiques sur la flore et la faune de ces îles.
C'est l'un des cinq refuges qui composent le refuge national de la faune des îles côtières du Maine (Maine Coastal Islands National Wildlife Refuge (en), avec les îles Cross Island (en), Franklin Island, Pond Island et  Seal Island.
- Les îles servant de nidification pour les oiseaux de mer abritant des sternes nicheuses, des alcidés, des pétrels tempérés de Leach[Quoi ?] ou des grands cormorans sont fermées au public pendant la saison de nidification des oiseaux de mer, du 1er avril au 31 août.

- Les îles abritant des goélands nicheurs et des eiders à duvet sont interdites au public du 1er au 31 juillet.

- Les îles hébergeant des pygargues à tête blanche nicheurs sont fermées au public du 15 février au 31 août.

Des projets de restauration des oiseaux de mer sont aussi en cours dans les îles Matinicus Isle et Metinic Island (en).

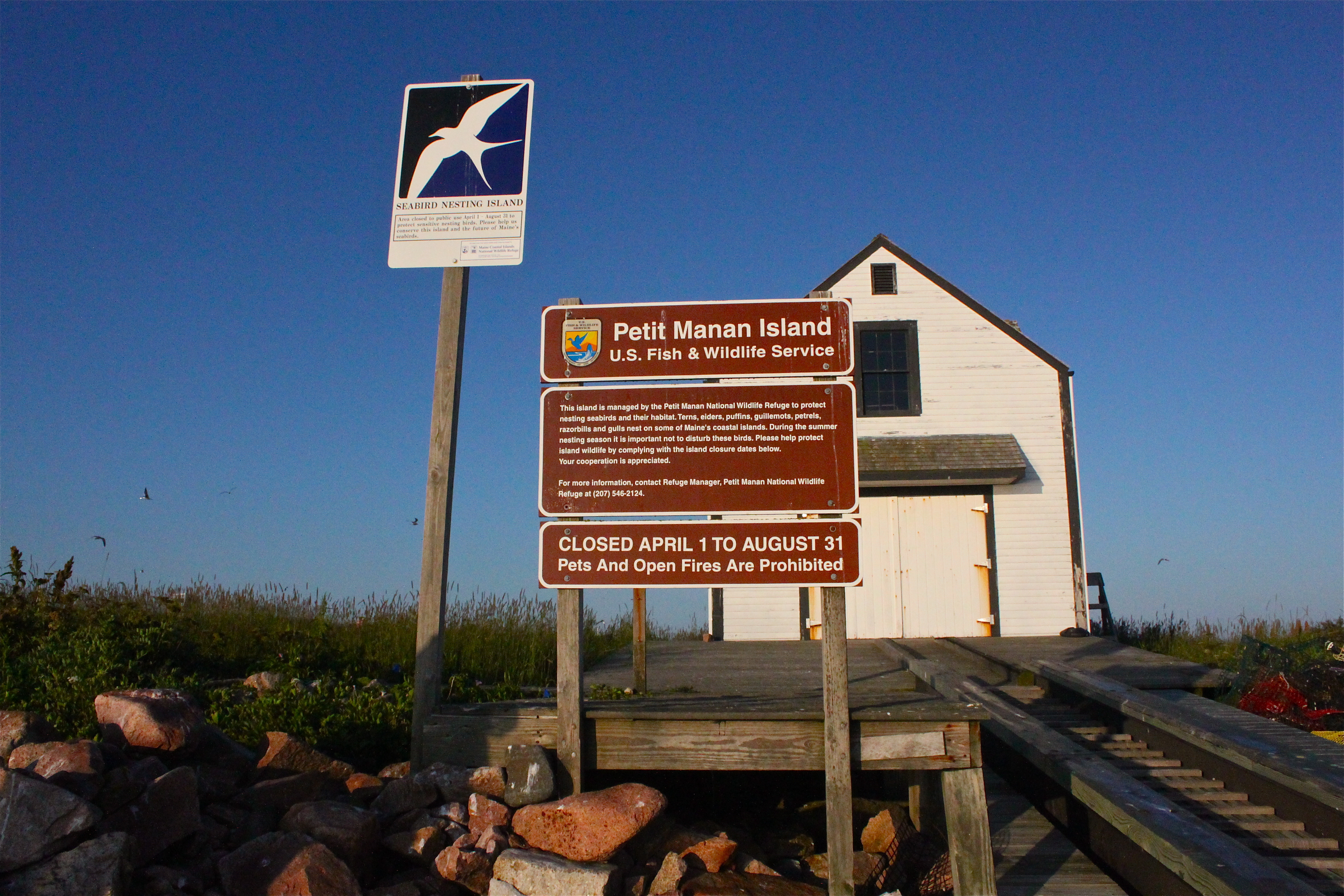
Un hangar à bateaux sur une des îles.
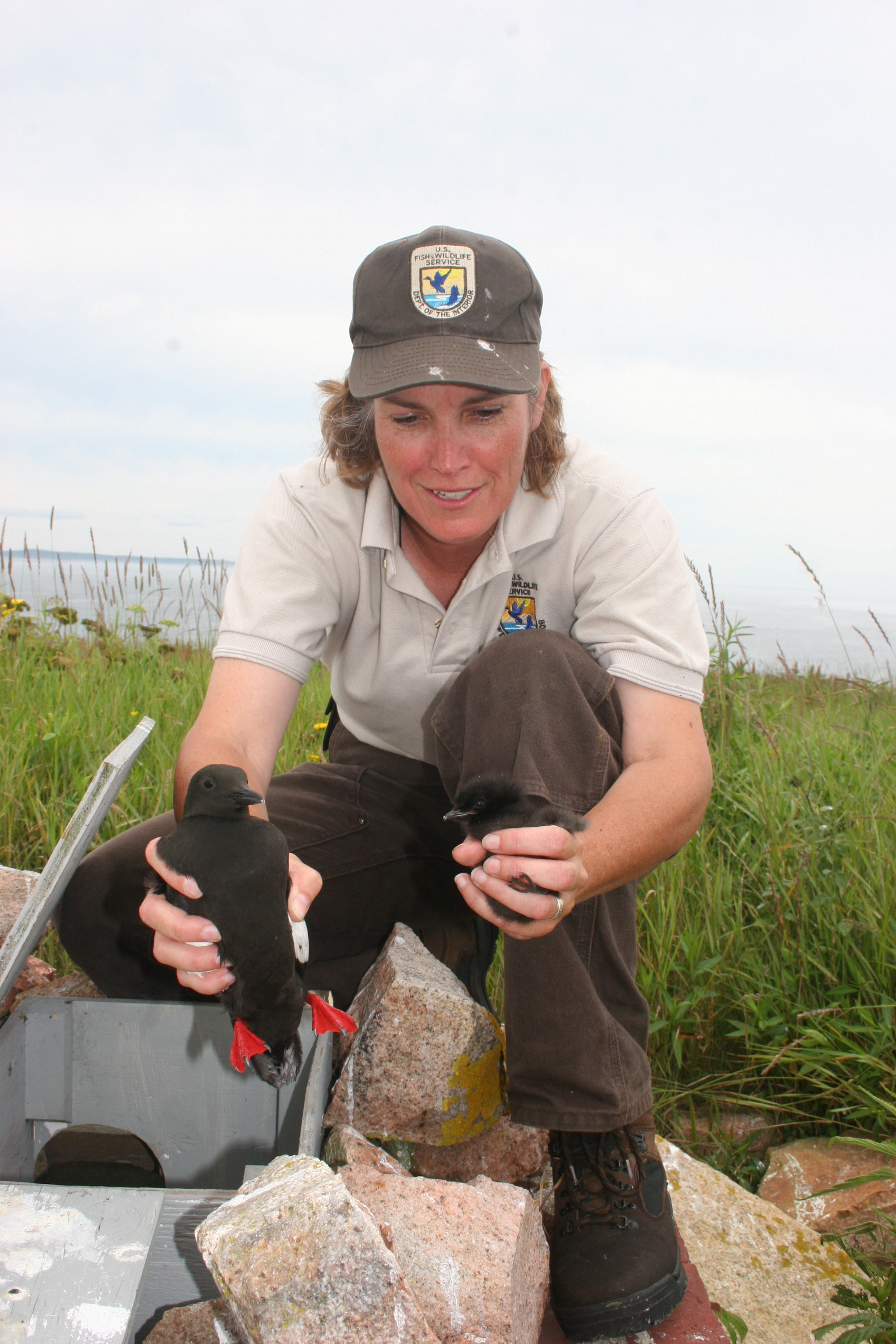
Personnel du refuge avec 2 oiseaux.
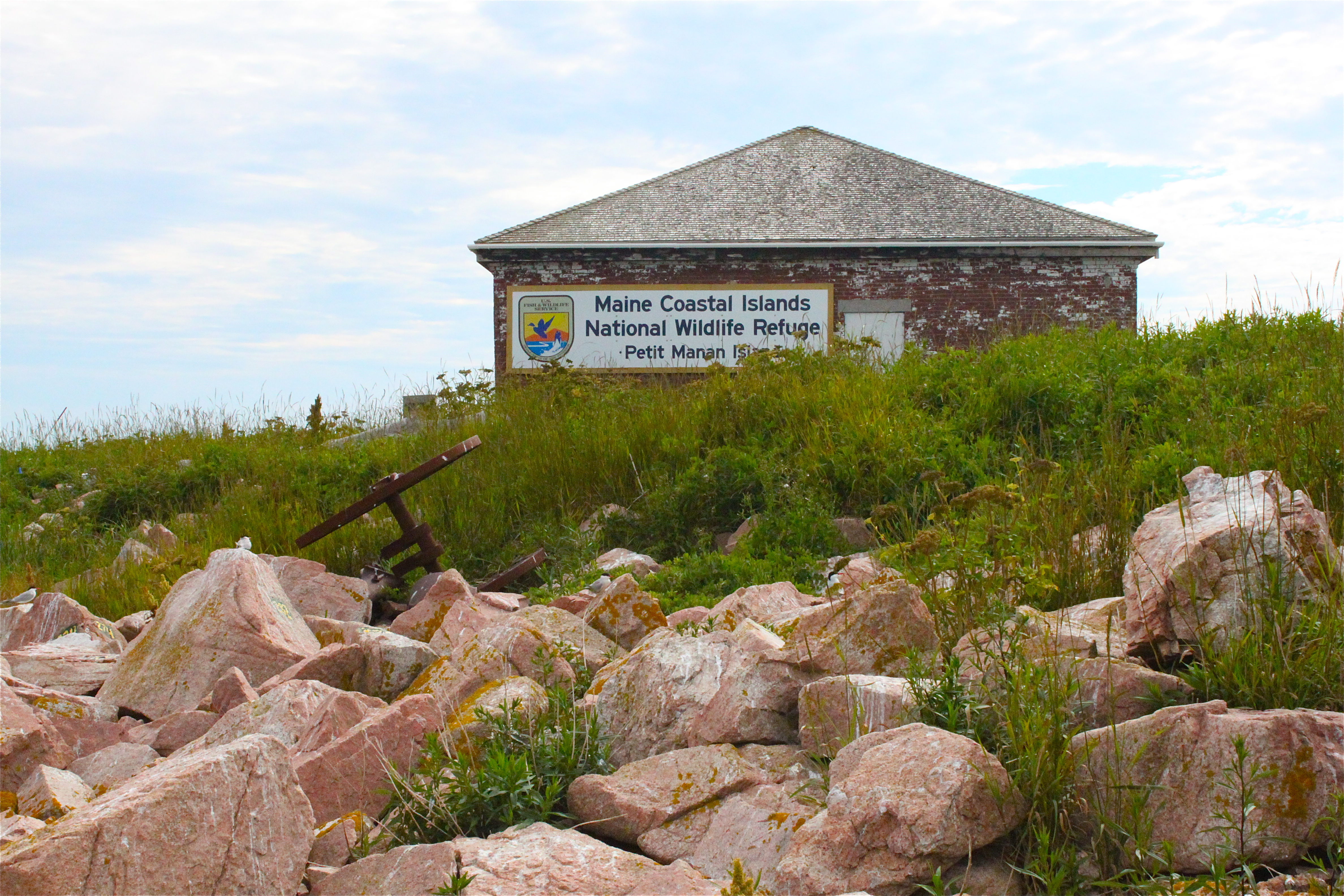
Panneau du refuge sur un bâtiment.